# The Racer (Kings Island)
Pour les articles homonymes, voir The Racer.
The Racer est un parcours de montagnes russes en bois de type racing, situé dans le parc d'attractions Kings Island, à Mason, dans le Comté de Warren, aux États-Unis.
Conçues par John C. Allen et construites par Philadelphia Toboggan Coasters, ces montagnes russes ont été inaugurées avec le parc le 29 avril 1972. Lors de l'inauguration, The Racer détenait le record des montagnes russes les plus rapides du monde. L'installation se caractérise par sa structure en bois comportant deux parcours parallèles.

## Histoire
La famille Wachs posséde et exploite le parc Coney Island de Cincinnati avant de le vendre à Taft Broadcasting en 1969. Elle conserve toutefois le contrôle de l'exploitation du parc et prend de nombreuses décisions lors de la construction de Kings Island. Déterminés à recréer certains des thèmes traditionnels de Coney Island dans le nouveau parc, Gary Wachs et son père rencontrèrent John C. Allen en 1970 lors d'un congrès de l'IAAPA à Chicago. Ils firent sortir Allen de sa retraite pour la conception de ces nouvelles montagnes russes. 
La construction de l'attraction commence en 1970. Les premiers essais ont eu lieu en septembre 1971.
The Racer est inauguré le jour de l'ouverture officielle du parc Kings Island, le 28 avril 1972. Situé dans la zone de Coney Mall, initialement dénommée Coney Island, cette attraction acquiert une notoriété nationale. En 1973, The Racer est mis en avant dans un épisode de la série télévisée The Brady Bunch intitulé «The Cincinnati Kids», ce qui renforce l'intérêt pour les montagnes russes et pour le parc.
Les deux côtés de la piste ont fonctionné en marche avant jusqu'au 28 mai 1982, date à laquelle les trains d'un côté ont été inversés pour rouler à reculons. The Racer est devenu le premier roller coaster de course au monde à réaliser cette opération. Bien que prévu pour le reste de la saison d'exploitation 1982, ce changement a duré vingt-six ans en raison de sa popularité. Ce n'est qu'en 2008 que Cedar Fair a restauré The Racer dans sa forme originale en modifiant la piste de droite pour qu'elle aille à nouveau en marche avant. De plus, chaque côté s'est vu attribuer une couleur – rouge et bleu – avec les trains rouges à droite et les trains bleus à gauche.
Le 18 juin 2007, The Racer est récompensé par l'American Coaster Enthusiasts, une organisation dédiée aux passionnés de montagnes russes. À cette occasion, une plaque célébrant cette décoration est installée près de l'entrée de l'attraction.

## Conception
The Racer est un parcours de montagnes russes conçue avec deux pistes symétriques, comme la vaste majorité des montagnes russes de course de la même époque, permettant donc aux deux trains de suivre le même trajet du début à la fin. Le parcours fut rendu unique par l'ajout d'un virage sur chacune des pistes séparant les wagons avant la fin du parcours. Le manège se termine avec les deux pistes côte à côte une fois le virage effectué.

## Galerie

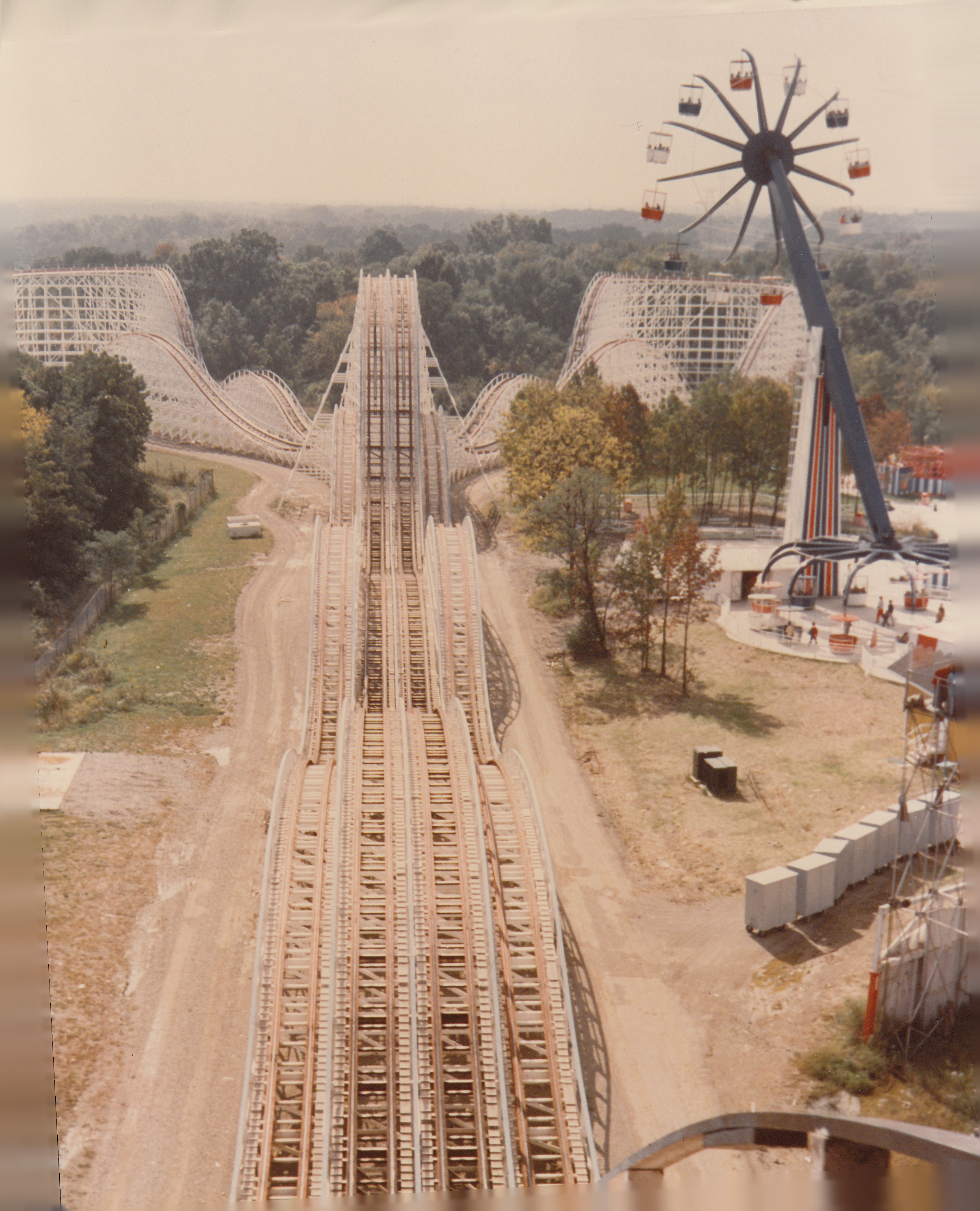
Photo d'archive de 1972.
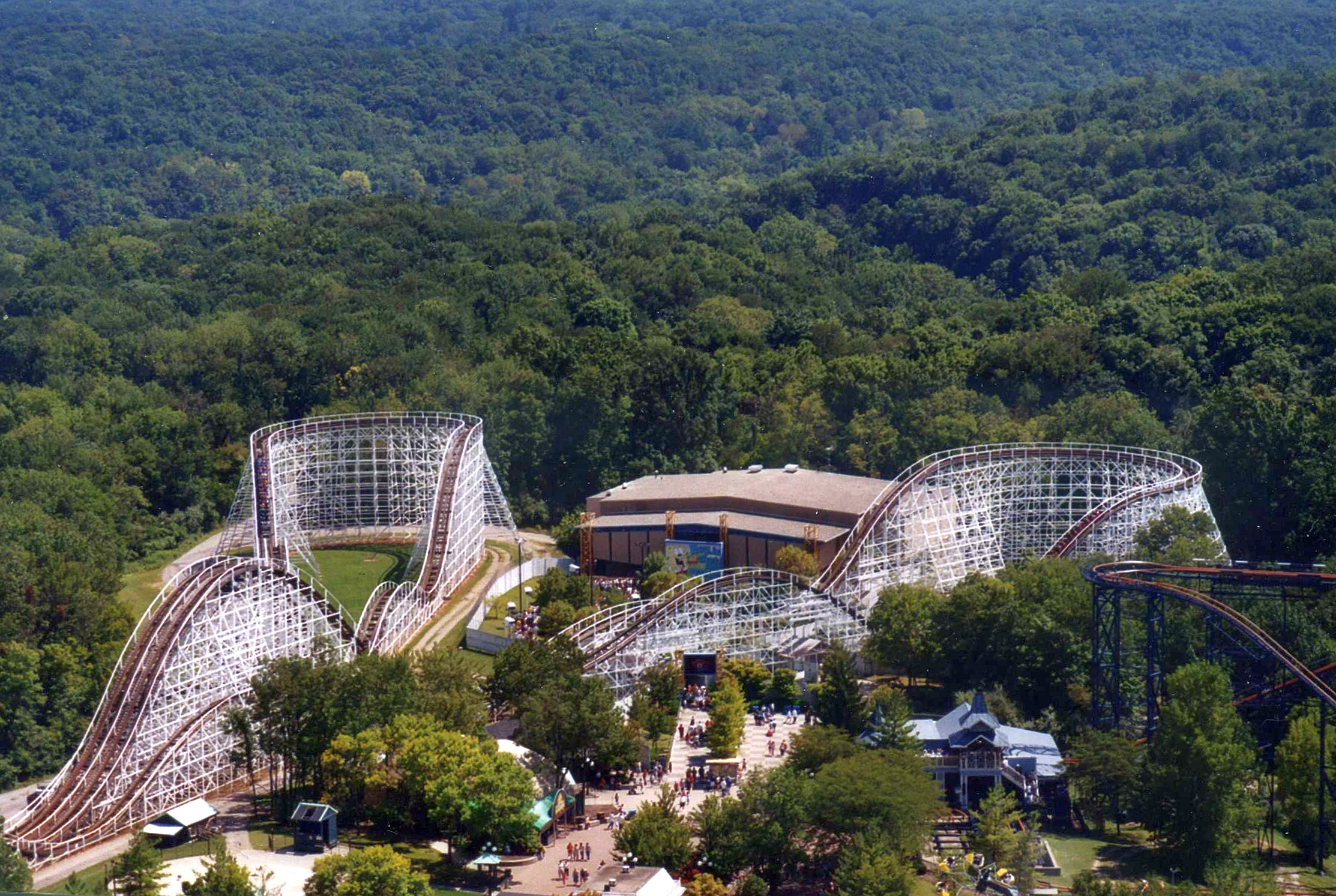
Vue aérienne de l'attraction.
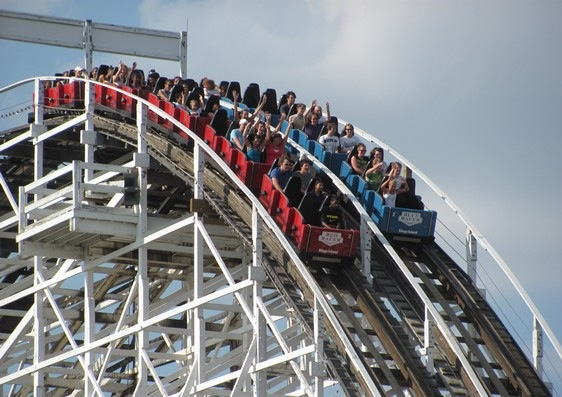
Doubles trains parallèles.
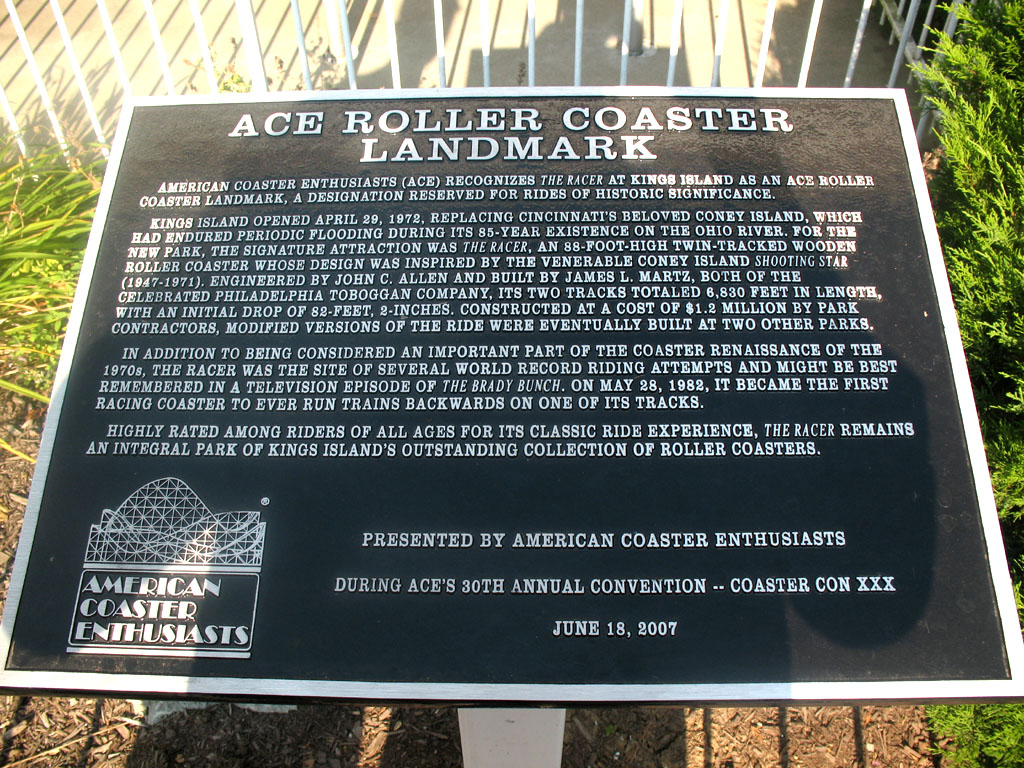
Plaque d'honneur offerte par les American Coaster Enthusiasts.